# Banana Yoshimoto
Banana Yoshimoto (吉本 ばなな) (24 de juliol de 1964, Tòquio, Japó), pseudònim de Mahoko Yoshimoto (吉本 真秀子 Yoshimoto Mahoko), és una novel·lista japonesa contemporània.

## Biografia
Yoshimoto va néixer al districte de Bunkyō a Tòquio en el si d'una família liberal amb un pare molt interessant en les lletres, el filòsof Takaaki Yoshimoto. És germana de la mangaka Haruno Yoiko.
Va estudiar Literatura a la Universitat Nihon. Allà va adoptar el pseudònim Banana a causa de la seva preferència per les flors d'aquesta planta pel seu color vermell i carnós que ella mateixa va reconéixer com a "proposadament andrògin".
Un any després de la seva graduació es va catapultar a l'èxit amb la seva obra debut Kitchen (1988). Aquesta novel·la va impulsar el Banana gensho («fenomen Banana») i compta amb més de seixanta edicions al Japó i només set anys després ja havia estat traduït a 39 llegües. Aquesta novel·la ha estat adaptada en dues ocasions: un llargmetratge japonès amb el mateix títol el 1989 i una producció de Hong Kong titulada Wo ai chu fang estrenada el 1997.
El novembre de 1987 Yoshimoto va guanyar la sisena edició del premi Kaien Newcomer Writers Prize, el 1988 va ser nominada al premi Mishima Yukio i el 1989 va rebre el 39è premi d'encoratjament per a nous artistes atorgat pel Ministeri d'Art i Educació del Japó. Al gener del 1989 també va guanyar el premi Izumi Kyōka per la seva novel·la Moonlight Shadow incorporada a la majoria d'edicions de Kitchen.

## Obra publicada en català[7]
- Tsugumi (2008) (trad. Albert Nolla). Tusquets Editors. [Publicació original en japonès: 1989]
- Records d'un carreró sense sortida (2011) (trad. Albert Nolla). Tusquets Editors. [Publicació original en japonès: 2003]